# Escrevedeira-pigmeia

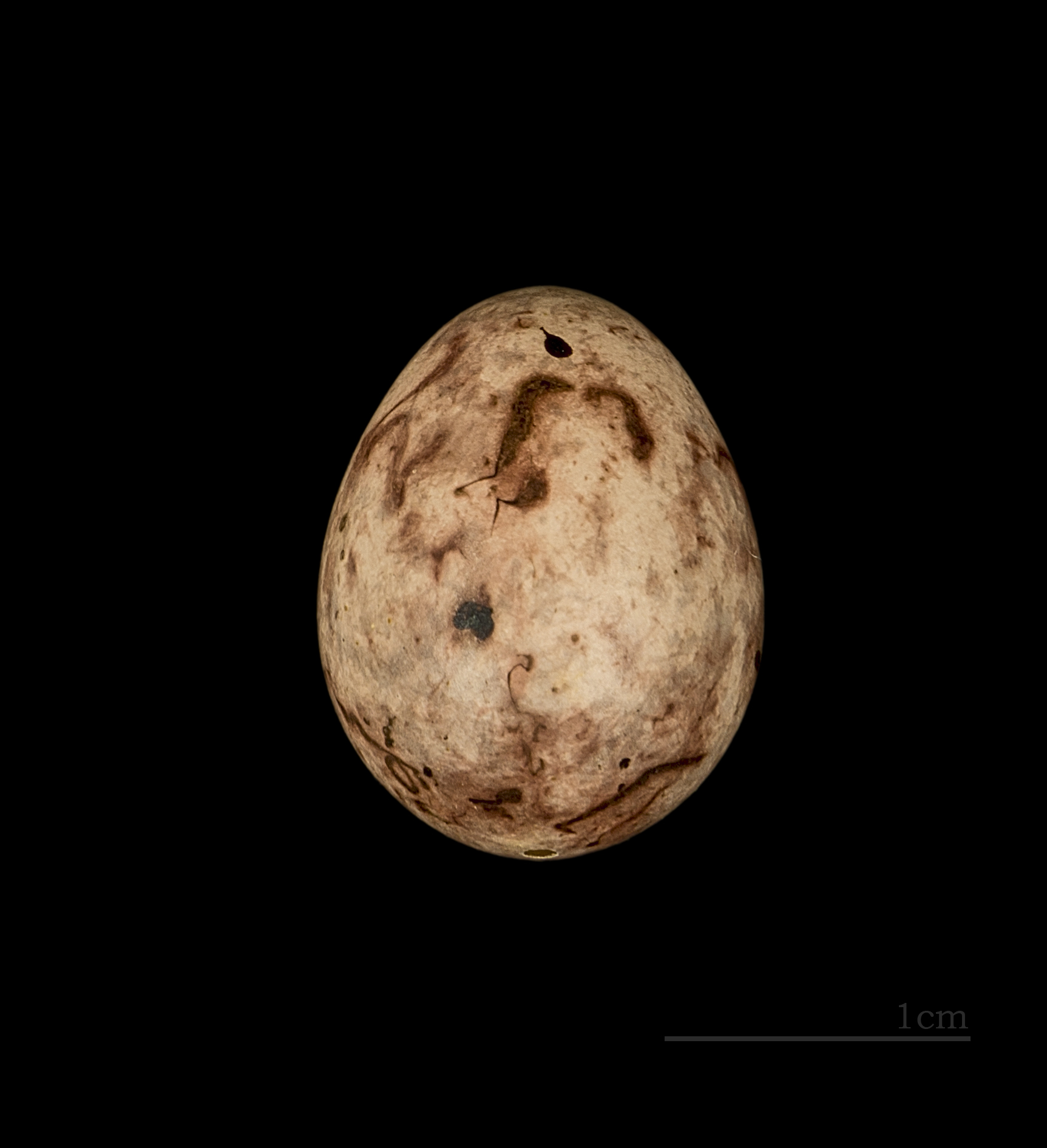
Emberiza pusilla MHNT

Escrevedeira-pigmeia ou escrevedeira-pequena (Emberiza pusilla) é uma pequena ave da família Fringillidae. É bastante parecida com a escrevedeira-dos-caniços, sendo um pouco mais pequena que esta espécie.
Esta escrevedeira nidifica em latitudes boreais do Velho Mundo, principalmente na Ásia. Na Europa ocorre unicamente no extremo norte da Fino-Escandinávia. É uma espécie migradora que inverna no sueste asiático, nomeadamente na China.
Esta escrevedeira é muito rara em Portugal.

## Subespécies
A espécie é monotípica (não são reconhecidas subespécies)